# OK Marina Kaštela
OK Marina Kaštela är en volleybollklubb (damer) från Kaštel Gomilica, Kroatien. Klubben grundades 2000.
Klubben har haft flera namn, förutom det nuvarande har de hetat "Knez Trpimir", "OK ISS" och "Marina Giričić". Klubben debuterade i högsta serie 2011/2012 och säsongen 2016/2017 blev den både kroatiska mästare och kroatisk cupvinnare.